# Cartel de Santa

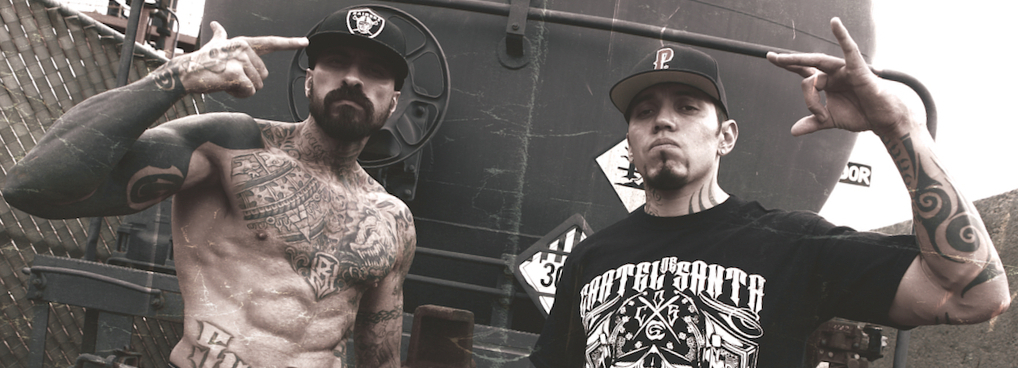

Cartel de Santa is een Mexicaanse hiphopgroep. De groep is afkomstig uit Santa Catarina, Nuevo León.

## Leden en regelmatige medewerkers
- Babo (Eduardo Davalos) - rapper (1996)
- Dharius (Alan Maldonado) - rapper (1999-2013)
- Rowan Rabia (Roman Rodriguez) - dj, producent (1996)

In 2013 kondigde Dharius zijn afscheid van de groep aan vanwege interne problemen met Cartel de Santa.

## Discografie

### Albums
- Cartel de Santa, 2003
- Vol. II, 2004
- Volumen ProIIIbido, 2006
- Vol. IV, 2008
- Sincopa, 2010
- Golpe Avisa, 2014
- Viejo Marihuano, 2016